# Coal hoist

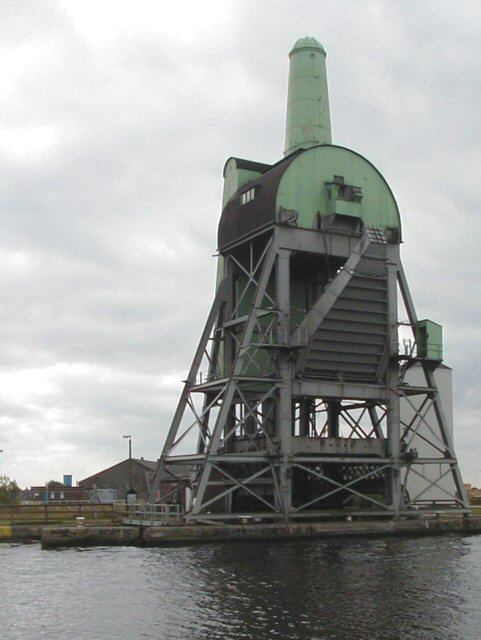
Seeansicht des letzten erhaltenen Coal hoist in Goole

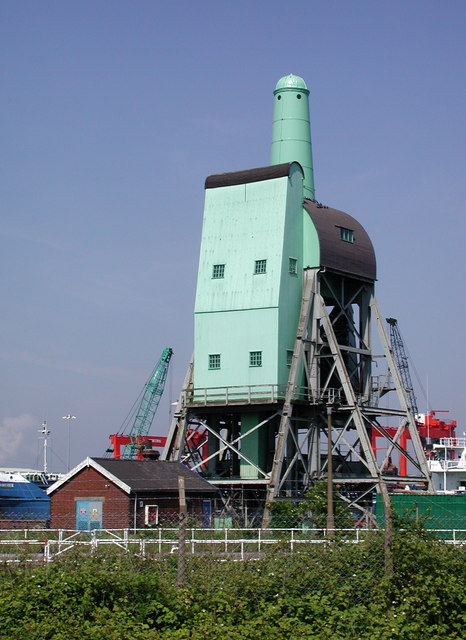
Landansicht des letzten erhaltenen Coal hoist in Goole

Ein coal hoist (deutsch: Kohlenheber) ist eine mechanische Hafenumschlaganlage zum Leeren von Steinkohlenleichtern in Colliers (Kohlenschiffe).

## Geschichte
Mitte des 19. Jahrhunderts entwickelte der englische Ingenieur William H. Bartholomew ein Kohlentransportsystem für die Aire and Calder-Navigation, mit dem von 1863 bis 1986 Steinkohle durch den neueröffneten Kanal von Knottingley bei den Abbaustätten in Stanley Ferry, Süd-Yorkshire zum etwa 50 Kilometer entfernten Goole transportiert wurde. Es bestand zunächst im Tom Pudding-Leichter, einem rechteckigen Transportbehälter für etwa 40 Tonnen Kohle, welcher im Verband bewegt wurde.
Um sich das Entladen mit einem Kran zu sparen, baute man bald darauf die coal hoists genannten Kohlenleichteraufzüge, mit denen die einzelnen Transportbehälter im Hafen von Goole direkt ins Seeschiff ausgekippt wurden. Die einzelnen Tom Puddings wurden über eine Plattform eingeschwommen, mit der Plattform aus dem Wasser gezogen, angehoben und vor einer Schütte umgekippt, aus der die Kohle in das längsseits liegende Seeschiff hinabrutschte. Die Kohlenleichteraufzüge wurden hydraulisch angetrieben.
Allein in Goole wurden fünf der coal hoists betrieben, vergleichbare Anlagen wurden später auch in anderen Kohlenhäfen an der britischen Ostküste errichtet. Der Betrieb der coal hoists in Goole endete Mitte der 1970er Jahre. Vier der Umschlagsanlagen wurden später abgebrochen und verschrottet, eine ist heute noch erhalten und als technisches Denkmal zweiter Ordnung klassifiziert.